# Нови Пот
Нови Пот (словен. Novi Pot) је насељено место у општини Содражица, регија Југоисточна Словенија, Словенија.

## Историја
До територијалне реорганизације у Словенији био је у саставу старе општине Рибница.

## Становништво
У попису становништва из 2011. године, Нови Пот је имао 6 становника.
| Број становништво према пописима | Број становништво према пописима | Број становништво према пописима |
| -------------------------------- | -------------------------------- | -------------------------------- |
| 1991                             | 2002                             | 2011                             |
| 12                               | 11                               | 6                                |